# Argidia hyperythra
Argidia hyperythra là một loài bướm đêm trong họ Noctuidae.